# Falémé
Der Fluss Falémé ist auf weiten Strecken der Grenzfluss zwischen Senegal und Mali. Er ist der wichtigste Nebenfluss des Senegal.

## Geographie
Unter dem Namen Falémé ist der Fluss in der Grenzregion zwischen Senegal und Mali allgemein bekannt. Sein Quellgebiet liegt jedoch viel weiter südlich, in den nordöstlichen Ausläufern des regenreichen Berglandes von Fouta Djallon im gemeinsamen Nachbarstaat Guinea. Von dort kommend vereinigen sich mehrere Fließgewässer verschiedener Länge und unterschiedlicher Stärke, die als Quellflüsse in Frage kommen.
Der Quellfluss mit dem längsten Talweg und mit den aus der Satellitenperspektive wahrnehmbaren stärksten und breitesten Fließspuren entspringt westlich des Dorfes Koya in der Präfektur Dinguiraye am Nordhang eines etwa 830 m hohen nicht weiter namentlich bezeichneten Berges in einem  etwa 720 m hoch gelegenen Talgrund. Dieser öffnet sich nach Osten zu dem zwei Kilometer entfernten Dorf Koya. Von dort wendet sich das Tal für etwa 15 Kilometer nach Süden, um dann 30 Kilometer nach Westen zu nehmen. Sodann nimmt der Fluss endgültig den Weg nach Norden. Nach einer Fließstrecke von etwa 115 Kilometer erreicht er die malische Grenze in einer Höhe von etwa 150 m. In Mali beschreibt die allgemeine Fließrichtung noch einen Doppelbogen, die den Falémé um 30 Kilometer nach Westen versetzt, wo er die Grenze nach Senegal erreicht. Bis hierher hat er vom Quellgebiet insgesamt etwa 232 Kilometer zurückgelegt und das Flussbett liegt in etwa 125 m Höhe. Von jetzt an ist der Falémé Grenzfluss mit Ausnahme eines Teilstücks, das sich von Kidira aus 75 Kilometer nach Süden zieht; hier gehört auch ein rund 20 Kilometer tiefer Streifen am Ostufer zu Senegal. 80 Kilometer nördlich von Kidira, bei der Ortschaft Ballou, mündet der Falémé nach etwa 675 Kilometer Fließstrecke von links in den Senegal. Diese Mündung bildet das Dreiländereck von Senegal und Mali mit dem jenseits des Senegal-Flusses liegenden Mauretanien.
Im südostsenegalesischen Einzugsgebiet des Falémé wurden Eisenerzvorkommen nachgewiesen, aber bislang nicht abgebaut.

## Hydrometrie
Über den jahreszeitlich stark schwankenden Abfluss des Falémé gibt es langjährige Messreihen an zwei Pegelstellen: Am Pegel Kidira, 52 Kilometer oberhalb der Mündung in den Senegal (1930 bis 1989) und am Pegel Gourbassy, 155 Kilometer oberhalb von Kidira (1954 bis 1990), wo ein Talsperrenprojekt verfolgt wird.
Nach den Messreihen am Pegel Kidira gibt es sechs Monate, in denen es vorkam, dass der Abfluss völlig versiegte, das sind die Monate Januar bis Juni. Der Monat mit dem durchschnittlich niedrigsten Abflusswert ist der Mai, wo an beiden Pegeln nur noch mit jeweils 0,5 m³/s gerechnet werden kann. Der Monat mit dem höchsten Abfluss ist der September mit durchschnittlich 785,9 m³/s bei einer Schwankungsbreite zwischen 86 m³/s und 1805 m³/s. Gleichmäßiger ist der Abfluss im August, wo dieser zwischen 125 m³/s und 1423 m³/s variiert bei einem Mittelwert von 594,2 m³/s (jeweils Pegel Kidira).
Durchschnittlicher monatlicher Abfluss des Falémé in m³/s (Jahre 1930 bis 1989):
- Diagrammdaten:
- Definition |
- Rohdaten |
- Hilfe

## Verkehr

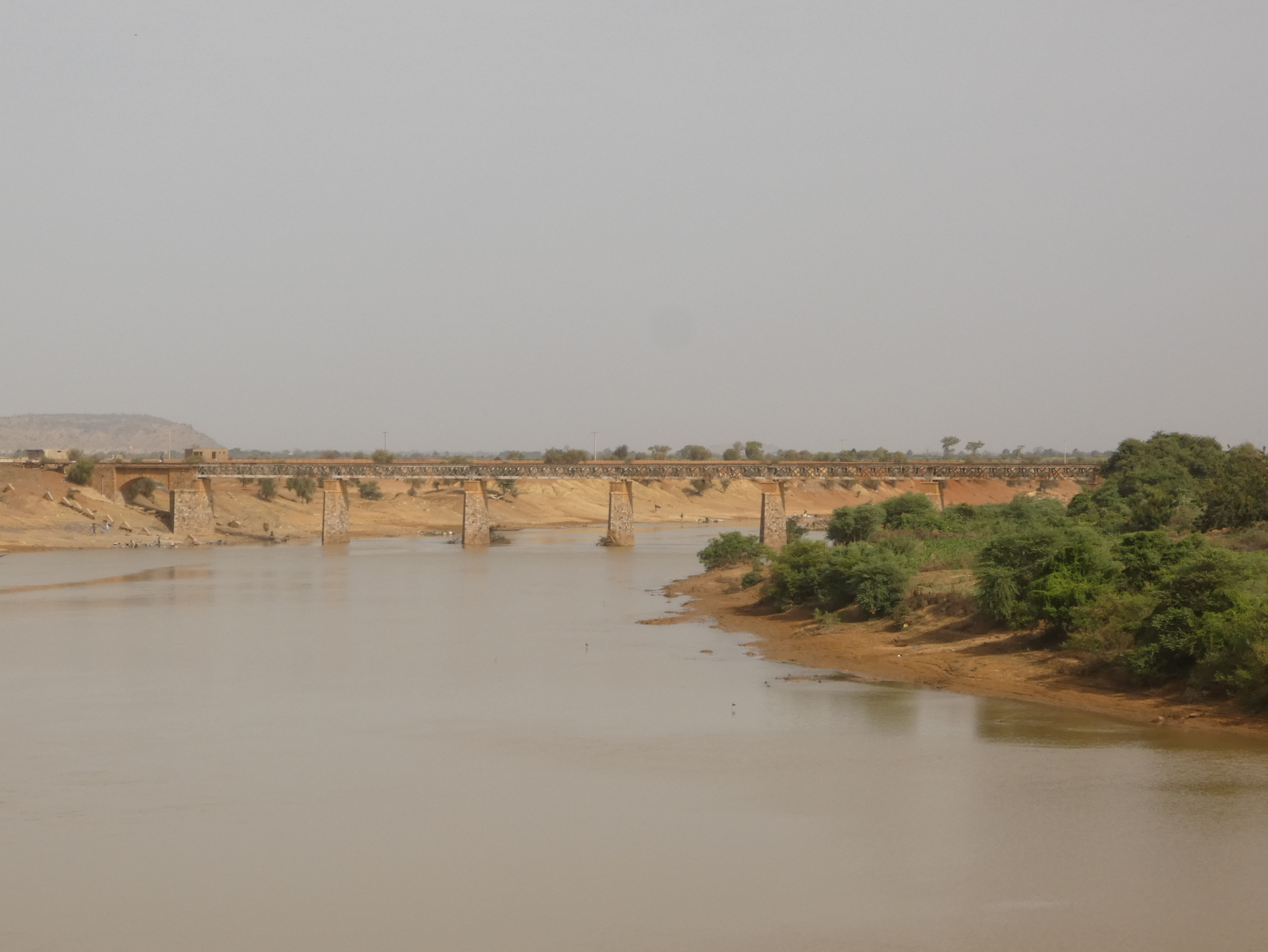
Die Eisenbahnbrücke bei Kidira über den Falémé

Etwa 200 Kilometer des unteren Falémé sind bedingt schiffbar. Aus der Satellitenperspektive weist das Flussbett in diesem Teilstück eine erkennbare Breite von 50 bis 100 Meter auf, aber auch immer wieder Untiefen, Sandbänke und Stromschnellen.
Bei Kidira führen zwei Brücken über den Falémé. Die Eisenbahnbrücke von Kidira dient der Bahnstrecke Dakar–Niger und die Straßenbrücke von Kidira verbindet die RN1 in Mali mit der N 1 und der N 2 in Senegal. Im Süden gibt es eine weitere Brücke für den Grenzverkehr bei Koundam im malischen Kreis Kéniéba, wo die N 7 und die RN24 verknüpft sind. Beide Straßenbrücken sind Teil des transkontinentalen Fernstraßenprojektes Dakar-N’Djamena-Highway.